# Vanikoridae
Vanikoridae là một họ ốc biển, là động vật thân mềm chân bụng sống ở biển trong nhánh Littorinimorpha.

## Các chi và loài
Các chi và loài trong họ Vanikoridae gồm:
- Chi Caledoniella
  - Caledoniella montrouzieri Souverbie, 1869
- Chi Larsenia
  - Larsenia scalaroides Warén, 1989
- Chi Macromphalus
  - Macromphalus abylensis Warén & Bouchet, 1988
- Chi Megalomphalus
  - Megalomphalus azonus Brusina, 1865
  - Megalomphalus disciformis Granata-Grillo, 1877
  - Megalomphalus petitianus Tiberi, 1869
- Chi Talassia
  - Talassia coriacea Manzoni, 1868
  - Talassia dagueneti de Folin, 1873
  - Talassia tenuisculpta Watson, 1873
- Chi Vanikoro J.R.C. Quoy & J.P. Gaimard, 1832
  - Vanikoro cancellata Lamarck, 1822
  - Vanikoro distans Récluz, 1844